# Wolfgang Larrazábal
Wolfgang Enrique Larrazábal Ugueto  (n. 5 martie 1911, Carúpano, Sucre, Venezuela - d. 27 februarie 1911 în Caracas, Venezuela) a fost un militar, comandant al Marinei Venezuelei, om politic, președintele Venezuelei în perioada 23 ianuarie 1958-14 noiembrie 1958.